# Shinichi Fujita
Shinichi Fujita (藤田 慎一 Fujita Shinichi?), född 10 april 1973 i Osaka prefektur, är en japansk före detta fotbollsspelare.
Fujita började sin karriär 1996 i Kawasaki Frontale. 1998 flyttade han till Albirex Niigata. Efter Albirex Niigata spelade han för Ventforet Kofu. Han avslutade karriären 2000.